# Hornoslezská vysoká škola obchodní
Hornoslezská vysoká škola obchodní je polskou soukromou vysokou školou se zahraniční fakultou působící na území Ostravy.

## Historie
- 15. května 1991 – založen v Katovicích Górnośląski Prywatny College Ekonomiczny (GPCE) (Hornoslezský soukromý ekonomický college).
- 15. června 1994 – získání akreditace Ministra národního vzdělávání PR a založení Górnośląskiej Wyższej Szkoły Handlowej im. Wojciecha Korfantego.
- 1994 – zahájení studia bakalářského studijního programu Management a marketing a Turistika a rekreace.
- 1997 – zahájení studia II. stupně pro obor Management a marketing.
- 2001 – studium II. stupně v oboru Turistika a rekreace.
- 2001 – Administrace, studium I. stupně.
- 2002 – Sociologie, studium I. stupně, a v roce 2006 studium II. stupně.
- 2004 – Mezinárodní vztahy, studium I. stupně, a v roce 2008 studium II. stupně.
- 2005 – Fyzioterapie, studium I. stupně.
- 2005 – obdržení oprávnění k udělování vědeckého stupně doktora ekonomie Ph.D. v disciplíně managementu.
- 2006 – Kosmetologie, studium I. stupně.
- 2007 – Finance a účetnictví, studium I. stupně.
- 2007 – Pedagogika, studium I. stupně.
- 2009 – Informatika, studium I. stupně.
- 2009 – Prostorový management, studium I. stupně.
- 2010 – Psychologie, jednolité magisterské studium.
- 2013 – Právo, jednolité magisterské studium.

V únoru roku 2009 roku bylo založeno Zahraniční vzdělávací centrum ve Vídni, v roce 2013 vznikla Zahraniční fakulta GWSH ve Vídni, vyučující obor Mezinárodní vztahy.

## Hornoslezská vysoká škola obchodní - zahraniční fakulta Ostrava
V roce 2013 byla založena Zahraniční fakulta GWSH (HVŠO) v Ostravě na ulici Palackého 918/70, aktuálně[kdy?] pro studium oboru Mezinárodní vztahy. Děkanem fakulty je doc. dr Jacek Pyka. Od zimního semestru akademického roku 2015/2016 se sídlo fakulty přestěhovalo do nové budovy na ul. Nádražní 120 v Ostravě. HVŠO splnila povinnost dle zákona o vysokých školách a je uvedena v oficiálním přehledu vysokých škol na stránkách Ministerstva školství mládeže a tělovýchovy ČR.

### Studium
Bakalářské studium
Obor: Mezinárodní vztahy
Specializace:
- Mezinárodní cestovní ruch
- Mezinárodní obchod
- Média a komunikace v Evropě

Magisterské studium
Obor: Mezinárodní vztahy
Specializace:
- Mezinárodní cestovní ruch a hotelnictví
- Ekonomika a právo v mezinárodním obchodě